# Kronblom

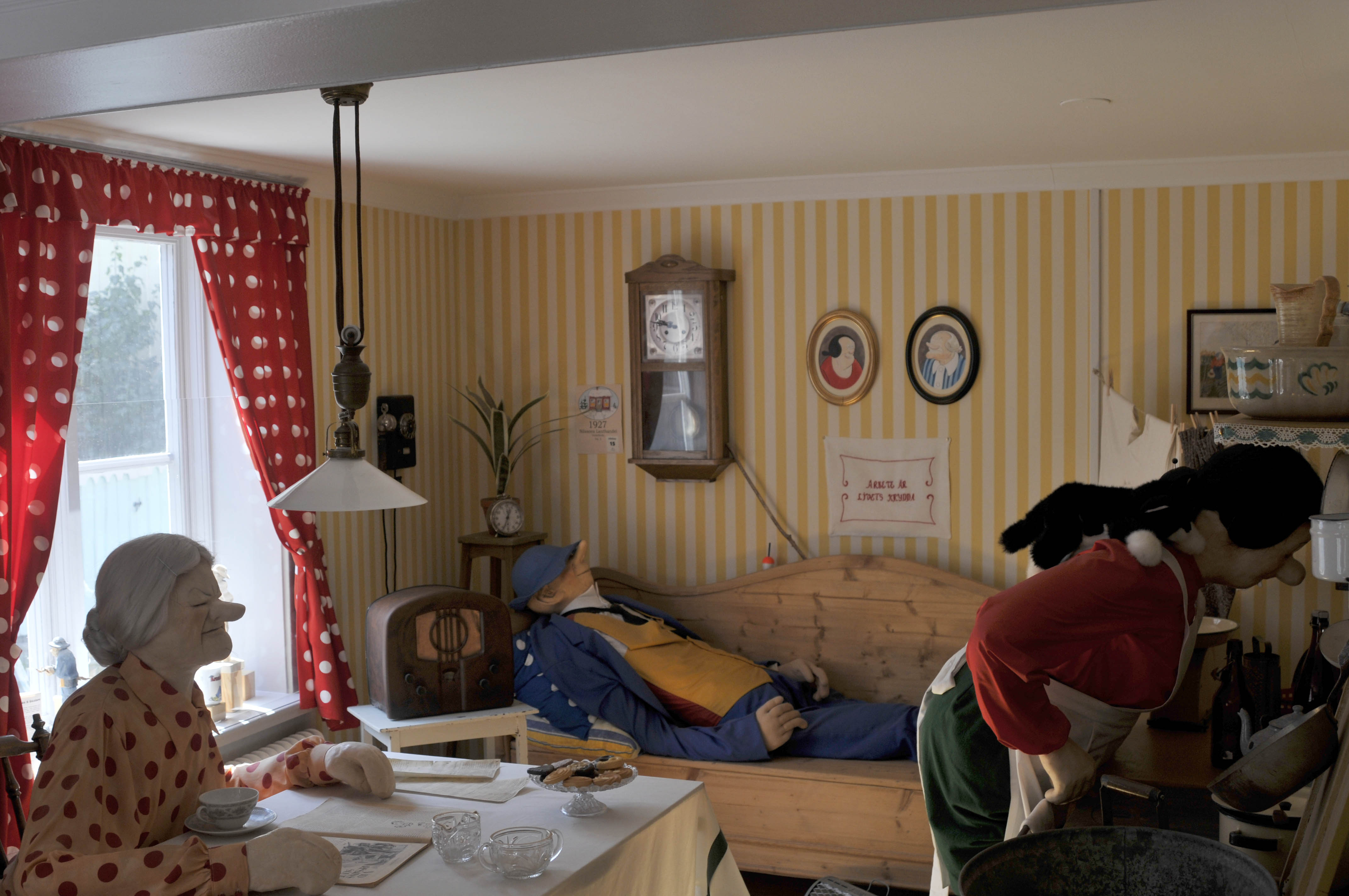
Kronblom, flankerad av svärmor och Malin. Från museet i Wadköping, Örebro.

Kronblom är en svensk tecknad serie som skapades av Elov Persson år 1927. Kronblom fördes 1968 vidare av Elov Perssons son Gunnar Persson. Första numret av Kronblom som jultidning kom 1930. 2006 började även avsnitt tecknade av Gunnar Perssons son Jonas Persson publiceras i 91:an. Det är alltså tredje generationen inom familjen Persson som tecknar serien.

## Historia
Serien gjorde debut i veckotidningar och publicerades först i Allt för Alla (nr 27 1927), gick sedan över till Vårt Hem 1936, till Året Runt 1952 för att därefter figurera i Allers från 1987 till 2021. I 91:an har Kronblom varit med sedan tidningens start 1956.

## Serien och dess huvudfigurer
Serien handlar om en lättjefull man i övre medelåldern, som bor i det fiktiva samhället Vinkelboda där han är hemmansägare. Ibland gör han utfärder till den likaså fiktiva staden Sladdköping. Han tycker bäst om att ligga inne på sin kökssoffa och ta det lugnt. Detta uppskattas inte av hans fru Malin, och ännu mindre av svärmodern, Agata Abelsson. Det är ofta spänt mellan Kronblom och svärmodern. Kronblom gör vad som helst för att slippa se sin svärmor. När det gäller att bli av med sin svärmor så är inte Kronblom längre lat, utan kan jobba riktigt hårt, om han vet, att han slipper se henne. Ofta lyckas han också med att bli av med henne.
Andra figurer i Kronblom är grosshandlaren, den snåle storbonden Rovlund, grannen Svängrot och handlare Nilsson och (på senare år) byfånen Bo By. Kronblom går idag att läsa i serietidningen 91:an. Fostersonen Boris kom 1987 och förekom en del i serien men sällan på 90-talet. Kronblom fanns som egen tidning år 1997, men lades ned efter endast fyra nummer.

## Namnet
Namnet Kronblom sägs komma från två grannar till Elov Persson. I Sture Hegerfors bok "Pratbubblan" citeras Persson såhär: "Kronblom är ett vackert namn. En gång funderade jag på att lägga mej till med det själv. Det är sammansatt av Kron och Blom – dom var en gång grannar till mig häruppe i Torsåker".
Kronblom fick även ett förnamn i en namntävling i Året Runt, "Jäsper". Det namnet har dock senare inte använts och har sedan fått vara namnet på Kronbloms bror istället (då med e istället för ä).
Då Kronblom publicerades i den finskspråkiga herrtidningen Iso-Kalle år 1954 fick han heta "Lumperi", en dialektal förfinskning av efternamnet Lundberg.
I 91:an fick han förnamnet Benjamin, efter en omröstning. I 91:an fick de flesta karaktärerna förnamn efter omröstningar i tidningen.[källa behövs]

## Kronblom i andra medier
År 1947 kom filmen Kronblom med Ludde Gentzel i titelrollen och Dagmar Ebbesen som Malin. Medverkade gjorde även Sigge Fürst, Thor Modéen, Julia Caesar och Martin Ljung i en tidig filmroll.  1949 kom en andra film med samma titelrollsinnehavare.
Kronblom gavs också ut på frimärke 1980. När Kronblom skapades 1927 var Elov Persson bosatt i byn Bäckebro i utkanten av Gävle och den 16 juni 2004 fick platsen framför hans födelsehem namnet Kronblomsplan och försågs med en passande parkbänk.
Kronblom står även staty i Torsåker och Örebro. I Örebro stod han länge vid Eyravallen, iförd Örebro SK:s färger. Sedan 2011 är han dock flyttad till Adolfsberg, och ommålad till den lokala klubben Adolfsberg IK:s dress.
Kronblom ägnades ett kapitel i Författarnas litteraturhistoria (1977) där professor Ronny Ambjörnsson skrev att "I världslitteraturen finns två gestalter som med sällsam resning kommit att förkroppsliga två skilda sidor i mänsklighetens strävanden: Robinson Crusoe och Kronblom". I komediserien Pistvakt – En vintersaga läser en av huvudfigurerna, Jan-E (spelad av Jacob Nordenson), ofta Kronblom.